# Frazzanò
Frazzanò település Olaszországban, Szicília régióban, Messina megyében. Lakosainak száma 587 fő (2023. január 1.). Frazzanò Galati Mamertino, Mirto, San Salvatore di Fitalia, Capri Leone, Longi és San Marco d’Alunzio községekkel határos.

## Népesség
A település lakossága az elmúlt években az alábbi módon változott:
| Lakosok száma | 698  | 680  | 587  |
|               | 2017 | 2018 | 2023 |